# 超音波ミシン
超音波ミシンは1961年に発表された、化繊あるいは不織布を針や糸を使用せず連続的に溶着加工するミシン。

## 概要
超音波溶着を利用し、化繊や不織布を接合するミシン。生地は熱可塑性である必要がある為、絹や木綿など自然由来の素材は使用することができない。溶着と同時に溶断（カット）する場合もある。

## ブラザーの撤退
2002年、ブラザー工業株式会社は、生産設備として完成度の高い超音波ミシンを市場に投入した。溶着機メーカーの販路とは異なり独自のアパレル販売網によりユーザーを獲得し、国内超音波ミシン市場のトップシェアを確立したが、国内アパレル産業の停滞、設備投資の抑制の中、2006年に事業より撤退した。

## マスク市場
超音波ミシンは、現在、不織布のマスク製造を中心に使用されている。不織布マスクはインフルエンザの流行とともに大規模な増産を繰り返していたが、2009年の新型インフルエンザ騒動の際にピーク需要に対応できず品切れが続出した。その後、市場は各社の思惑で過剰在庫に見舞われ、より一層の価格競争力が求められるようになった。近年、超音波ミシンは高速に稼働するモデルが開発され従来機種に置き換わってきている。